# The Man in the High Castle (sèrie de televisió)
The Man in the High Castle és una sèrie de televisió distòpica d'història alternativa estatunidenca creada per al servei de streaming Amazon Prime Video, que representa un univers paral·lel on les potències de l'Eix de l'Alemanya nazi i l'Imperi del Japó governen el món després de la  la seva victòria a la Segona Guerra Mundial. Va ser creat per Frank Spotnitz i produït per Amazon Studios, Scott Free Productions de Ridley Scott (amb Scott fent de productor executiu), Headline Pictures, Electric Shepherd Productions i Big Light Productions. La sèrie es basa en la novel·la homònima de Philip K. Dick del 1962.
El pilot es va estrenar el gener de 2015, i Amazon va demanar una temporada de deu episodis el mes següent que es va estrenar al novembre. Una segona temporada de deu episodis es va estrenar el desembre de 2016, i una tercera temporada es va estrenar el 5 d'octubre de 2018. La quarta i última temporada es va estrenar el 15 de novembre de 2019.

## Argument
Ambientada el 1962, l'escenari principal de la sèrie és un univers paral·lel on les potències de l'Eix han guanyat la Segona Guerra Mundial el 1946 després que Giuseppe Zangara assassinés el president electe dels Estats Units Franklin D. Roosevelt el 1933, creant una sèrie de desenvolupaments que van incloure que els alemanys llançaven una bomba atòmica a Washington, D.C. (ara rebatejada com a "Districte de Contaminació"). El Reich alemany s'estén a Europa i Àfrica i l'Imperi del Japó inclou Àsia, però la major part de la sèrie està ambientada als antics EUA i a Alemanya pròpiament dita. Adolf Hitler és el dictador d'aquest Reich alemany, amb l'Emperador del Japó governant la major part de la resta del món. Encara que l'Eix de la vida real incloïa la Itàlia feixista sota la dictadura de Benito Mussolini, només les faccions japoneses i alemanyes de l'Eix estan representades en aquest món de ficció. No hi ha italians en l'escenari, ni es compta amb Mussolini, excepte com a imatge en un dels misteriosos telenotícies amb el Führer.

Bandera dels Estats Japonesos del Pacífic, part de l'Imperi del Japó

L'Amèrica del Nord occidental, ara part dels "Estats Japonesos del Pacífic", està ocupada per l'Imperi del Japó Shōwa , tecnològicament menys avançat, que ha va assimilar els seus antics ciutadans estatunidencs a la cultura japonesa, encara que els d'ètnia japonesa de classe alta estan extremadament fascinats per la cultura americana d'abans de la guerra. Els ministres de Comerç i Ciència del Japó treballen a la capital dels Estats del Pacífic, San Francisco. Els governants japonesos sotmeten les persones no japoneses a la discriminació i els concedeixen menys drets.

Bandera de l'Amèrica nazi, part del Gran Reich nazi

L'est i el mig oest d'Amèrica del Nord és una colònia controlada pel Gran Reich Nazi (GNR) amb un ancià Adolf Hitler com a Führer. La colònia, encapçalada per un "Reichsmarschall d'Amèrica del Nord", es coneix comunament com "Amèrica nazi" o "el Reich americà" i la seva capital és Nova York. Els nazis continuen caçant minories i sacrificant malalts físics i mentals. A la sèrie apareixen desenvolupaments ficticis de la tecnologia dels anys 60 com ara videotelèfons, vídeo de vigilància en directe (CCTV) i avions supersònics que estaven tecnològicament disponibles a la dècada de 1960 però mai produïts comercialment.

Els Estats Units tal com es mostra a la sèrie de televisió. Tot i que Denver és la capital de la Zona Neutral, Cañon City, Colorado, és un escenari important.

Una zona neutral, que abasta les Muntanyes Rocoses, serveix com a zona d'amortiment entre els estats del Pacífic japonès i l'Amèrica nazi a causa de les tensions semblants a la guerra freda entre els blocs alemany i japonès. Una altra zona tampó és present als Urals.
Les pel·lícules recollides per l'homònim "Home del Castell" són notícies que representen nombroses altres Terres, incloses algunes on es trobaven els Aliats victoriosos, alguns amb líders aliats executats (com Winston Churchill i Iosif Stalin), i d'altres on una resistència americana és reeixida. Els esdeveniments representats inclouen tant la història real com altres possibles línies temporals alternatives.

## Repartiment

### Principal
- Alexa Davalos com a Juliana Crain, una dona jove de San Francisco que és exteriorment feliç de viure sota control japonès. És una experta en aikido i és amiga dels japonesos que viuen a San Francisco. Quan la Juliana s'assabenta de l'Home del Castell i de les seves pel·lícules, comença a rebel·lar-se.
- Rupert Evans com a Frank Frink (temporades 1–3), el xicot de Juliana al començament de la sèrie. Treballa en una fàbrica creant rèpliques de pistoles americanes d'abans de la guerra, i crea joies i esbossos originals al seu temps. L'avi de Frank era jueu, cosa que el converteix en un objectiu de discriminació. Quan la Juliana desapareix just després que la policia mati la seva germana, Frank és detingut. Poc després, es gira en contra de l'estat i treballa amb la Resistència americana.
- Luke Kleintank com a Joe Blake (temporades 1-3), un nou recluta de la Resistència americana clandestina que en realitat és un agent que treballa per a la SS, sota l'Obergruppenführer John Smith. Transporta un rodet de la pel·lícula prohibida La llagosta s'engreixa als neutrals Estats de les Muntanyes Rocalloses com a part de la seva missió d'infiltrar-se a la Resistència. Coneix Juliana i ràpidament s'enamora d'ella, el que fa que qüestioni la seva lleialtat al Reich.
- DJ Qualls com a Ed McCarthy (temporades 1–3), company de feina i amic de Frank. Segueix de prop la política i es preocupa molt pel benestar de Juliana i Frank. A la tercera temporada es revela que Ed és gai.[3]
- Joel de la Fuente com a Takeshi Kido, l'inspector en cap que és el despietat cap del Kempeitai estacionat a San Francisco
- Cary-Hiroyuki Tagawa com a Nobusuke Tagomi (temporades 1-3), el ministre de Comerç dels Estats del Pacífic d'Amèrica. La seva veritable lleialtat és ambigua al llarg de la primera temporada.
- Rufus Sewell com a John Smith, un Obergruppenführer de les SS, posteriorment ascendit a Oberst-Gruppenführer, i després a Reichsmarschall de la colònia d'Amèrica del Nord (a prop del final de la sèrie es converteix en Reichsführer d'un Reich estatunidenc recentment autònom) que investiga la Resistència a Nova York. És un estatunidenc natural que havia servit al Cos de senyals de l'Exèrcit dels Estats Units. Inicialment viu una vida suburbana còmoda amb una dona i tres fills, però posteriorment trasllada la família a Manhattan.
- Chelah Horsdal com a Helen Smith (temporades 2-4; temporada recurrent 1), esposa de John Smith i abella reina del conjunt social nazi de Nova York. Nascuda esetatunidenca abans de la guerra, juga un paper enorme en John Smith per escollir la lleialtat als nazis. Més tard s'enfronta a una crisi en les conseqüències d'aquesta decisió quan el seu propi fill dóna la vida pel règim i tot el seu món s'ensorra.
- Brennan Brown com a Robert Childan (temporades 2-4; recurrent temporada 1), un propietari d'una botiga d'antiguitats que fa acords secrets amb Frank.
- Callum Keith Rennie com a Gary Connell (temporada 2), líder del moviment de la Resistència de la Costa Oest i responsable d'Abendsen[4]
- Bella Heathcote com a Nicole Dörmer (temporades 2-3), una jove cineasta nascuda a Berlín que es creua amb Joe i es trasllada al Reich americà a la tercera temporada.[5]
- Michael Gaston com a Mark Sampson (temporada 3; recurrent temporada 1; convidat temporada 2), un amic jueu de Frank que viu a San Francisco, que més tard es trasllada a la Zona Neutral.
- Jason O'Mara com a Wyatt Price, també conegut com a Liam (temporada 3–4), un irlandès que és un proveïdor d'informació del mercat negre a Juliana.
- Frances Turner com Bell Mallory (temporada 4), la líder de la Rebel·lió Comunista Negra (BCR) a San Francisco.

### Recurrent
- Aaron Blakely com a Erich Raeder (temporades 1–3), un SS-Sturmbannführer que treballa amb Smith
- Carsten Norgaard com a Rudolph Wegener (temporada 1), un alt funcionari nazi desil·lusionat que intercanvia secrets amb Tagomi
- Rick Worthy com a Lemuel "Lem" Washington, el propietari del Sunrise Diner a Cañon City i membre de la Resistència
- Camille Sullivan com a Karen Vecchione (temporades 1-2), líder de la branca de la Resistència dels Estats del Pacífic
- Lee Shorten com a Hiroyuki Yoshida (temporades 1-2), un sergent i mà dreta de l'inspector Kido
- Arnold Chun com a Kotomichi, l'ajudant de camp de Tagomi, que va venir del món paral·lel després que la seva ciutat natal, Nagasaki, fosa destruïda per una bomba atòmica estatunidenca
- Bernhard Forcher com a Hugo Reiss (temporada 1), l'ambaixador alemany als Estats del Pacífic japonès
- Christine Chatelain com a Laura Crothers (temporada 1), la germana de Frank, que és executada com a amenaça per forçar una confessió de Frank
- Hank Harris com a Randall Becker (temporada 1), membre de la branca de la Resistència dels Estats del Pacífic.
- Allan Havey com a Origami Man (temporada 1), un agent Sicherheitsdienst (SD) enviat a Cañon City per eliminar membres de la Resistència
- Burn Gorman com el Mariscal (temporada 1), un caçarecompenses que busca fugits dels camps de concentració
- Shaun Ross com el noi del llustrador de sabates (temporada 1), un jove albí que viu a Cañon City
- Rob LaBelle com a Carl (temporada 1), un empleat de llibreria de Cañon City que es revela com un fugitiu d'un camp de concentració, David P. Frees
- Geoffrey Blake com Jason Meyer (temporada 1), un membre jueu de la Resistència
- Daisuke Tsuji com el príncep hereu del Japó (temporada 1)
- Mayumi Yoshida com a Princesa hereva del Japó (temporades 1, 4)
- Amy Okuda com a Christine Tanaka (temporada 1), una treballadora d'oficina que treballa a l'edifici Nippon
- Neal Bledsoe com a Capità SS Connolly (temporada 1), un oficial estatunidenc de les SS al comandament de John Smith, més tard es va revelar que era un espia que treballava per a Reinhard Heydrich.
- Hiro Kanagawa com a Taishi Okamura (temporades 1–2), un líder Yakuza amb seu als Estats del Pacífic
- Louis Ozawa Changchien com a Paul Kasoura (temporades 1-2), un advocat ric que col·lecciona records americans d'abans de la guerra
- Tao Okamoto com a Betty Kasoura (temporada 1), la dona de Paul
- Stephen Root com a Hawthorne Abendsen / l'home del castell (temporades 2-4), el cap de la resistència antifeixista estatunidenca, creant pel·lícules ambientades en altres mons.
- Sebastian Roché com a Martin Heusmann (temporades 2-3), el pare de Joe i un Reichsminister d'alt rang al govern nazi[6]
- Cara Mitsuko com a Sarah (temporada 2), membre de la Resistència japonesa estatunidenca, confident de Frank i supervivent del camp de concentració de Manzanar
- Tate Donovan com a George Dixon (temporada 2), el pare biològic de Trudy i membre de la resistència a la ciutat de Nova York
- Michael Hogan com a Hagan (temporades 2-3), un exsacerdot i líder de la Resistència de San Francisco
- Tzi Ma com el general Hidehisa Onoda (temporada 2), un membre líder de l'Exèrcit japonès
- Giles Panton com a Billy Turner (temporada 3-4), un executiu de publicitat estatunidenc del Reich nazi que treballa amb Nicole Dörmer per "esborrar" els records dels antics Estats Units de la ment dels ciutadans del Reich Americà nazi.
- Ann Magnuson com a Caroline Abendsen (temporada 3-4), l'esposa de Hawthorne Abendsen
- Laura Mennell com a Thelma Harris (temporada 3), una periodista de la columna de xafarderies lesbiana a l'armari a la ciutat de Nova York
- Janet Kidder com a Lila Jacobs (temporada 3), una dels molts jueus protegits en una comuna catòlica a la Zona Neutral
- Jeffrey Nordling com a Daniel Ryan (temporada 3), un terapeuta jungià emprat per tractar el greuge d'Helen Smith després de la mort del seu fill Thomas
- Akie Kotabe com a Nakamura (temporada 3), un sergent japonès-americà d'ètnia mixta que treballa amb Kido com a substitut de Yoshida
- Tamlyn Tomita com a Tamiko Watanabe (temporada 3–4), una pintora Okinawa-hawaiana que es fa amiga de Tagomi
- Eijiro Ozaki com a Inokuchi (temporada 3–4), un almirall i cap de la flota de la Armada Imperial Japonesa estacionada a la Badia de San Francisco
- James Neate com a Jack (temporada 3), un home de la Zona Neutral amb qui Ed McCarthy s'implica romànticament
- Sen Mitsuji com a Toru Kido (temporada 4), el fill de l'inspector Kido que pateix PTSD
- Chika Kanamoto com a Yukiko (temporada 4), assistent de Childan i posterior esposa
- Clé Bennett com a Elijah (temporada 4), l'amant de Bell Mallory i un dels membres de la BCR
- David Harewood com a Equiano Hampton (temporada 4), el líder del BCR
- Rachel Nichols com a Martha (temporada 4), la "companya-esposa" d'Helen Smith assignada pel Reich per vigilar-la.
- Michael Hagiwara com a Okami (temporada 4), un cap de Yakuza que opera al JPS
- Bruce Locke com a Yamori (temporada 4), un general japonès de línia dura a favor de continuar l'ocupació dels EJP
- Eric Lange com Whitcroft (temporada 4), un general i segon al comandament de John Smith
- Marc Rissmann com a Wilhelm Goertzmann (temporada 4), un Obergruppenführer de Berlín
- Rich Ting com Iijima (temporada 4), un capità japonès

#### La família de John Smith
- Quinn Lord com a Thomas Smith, el fill de John i Helen i el fill gran. Membre de la Joventut Hitleriana, es revela més tard que ha heretat una forma de distròfia muscular (distròfia muscular facioscapulohumeral) del costat del seu pare de la família. En saber això, s'entrega als Serveis de Sanejament del Reich i és sacrificat. A la quarta temporada, Lord interpreta a Thomas en un univers alternatiu on l'Eix va perdre la Segona Guerra Mundial.
- Gracyn Shinyei com a Amy Smith, la filla de John i Helen
- Genea Charpentier com a Jennifer Smith, la filla de John i Helen

#### Família de Juliana Crain
- Daniel Roebuck com a Arnold Walker (temporades 1–2), el padrastre de Juliana i el pare de Trudy
- Macall Gordon com a Anne Crain Walker (temporades 1-2), la mare de Juliana que encara està amargada per haver perdut el seu marit a la Segona Guerra Mundial.
- Conor Leslie com a Trudy Walker (temporades 1–3), la germanastra de Juliana que és assassinada per trets pels Kempeitai. No obstant això, es mostra amb vida al final de la segona temporada, revelada a la tercera que és d'una línia temporal alternativa en la qual va morir Juliana.

#### La família de Nobusuke Tagomi
- Yukari Komatsu com a Michiko Tagomi (temporada 2), la dona de Nobusuke
- Eddie Shin com a Noriaki Tagomi (temporada 2), el fill de Nobusuke i Michiko

#### Personatges històrics
- Wolf Muser com a Adolf Hitler (temporades 1-2), el líder del Gran Reich nazi
- Ray Proscia com a Reinhard Heydrich (temporades 1–2), un SS-Oberst-Gruppenführer
- Keone Young com a Shunroku Hata (temporada 1), un mariscal de camp
- Kenneth Tigar com a Heinrich Himmler (temporades 2–4), un SS-Reichsführer i més tard el nou Führer
- Lisa Paxton com a Eva Braun (temporada 2), la dona de Hitler, al seu costat al seu llit de mort
- David Furr com a George Lincoln Rockwell (temporada 3), el Reichsmarschall d'Amèrica controlada pels alemanys, conspirant contra John Smith
- William Forsythe com a J. Edgar Hoover (temporades 3-4), el director de l'Oficina d'Investigació del Reich americà (l'homòleg nazi de l'FBI de la vida real), conspirant amb Rockwell
- John Hans Tester com a Josef Mengele (temporades 3-4), el cap d'estudis sobre viatges transunivers, realitzant una enorme màquina viatgera
- Gwynyth Walsh com a Margarete Himmler (temporada 4), la dona d'Himmler i la cap de la Creu Roja del Reich
- Timothy V. Murphy com a Adolf Eichmann (temporada 4), un SS-Oberst-Gruppenführer
- Hiromoto Ida com a Hirohito (temporada 4), l'emperador japonès

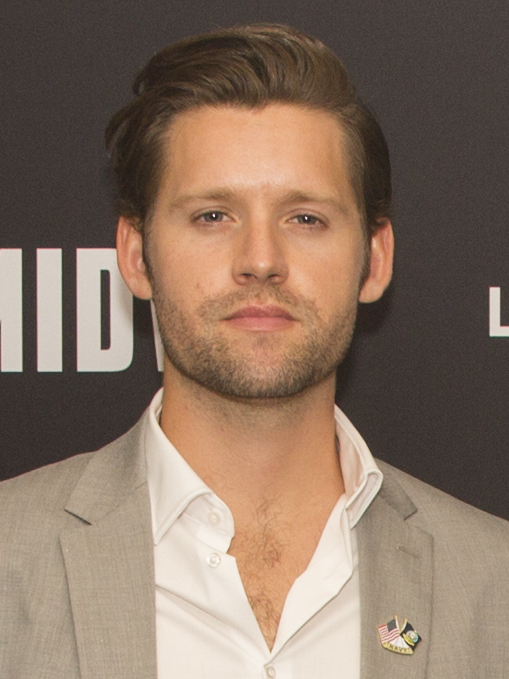
Luke Kleintank (Joe Blake)
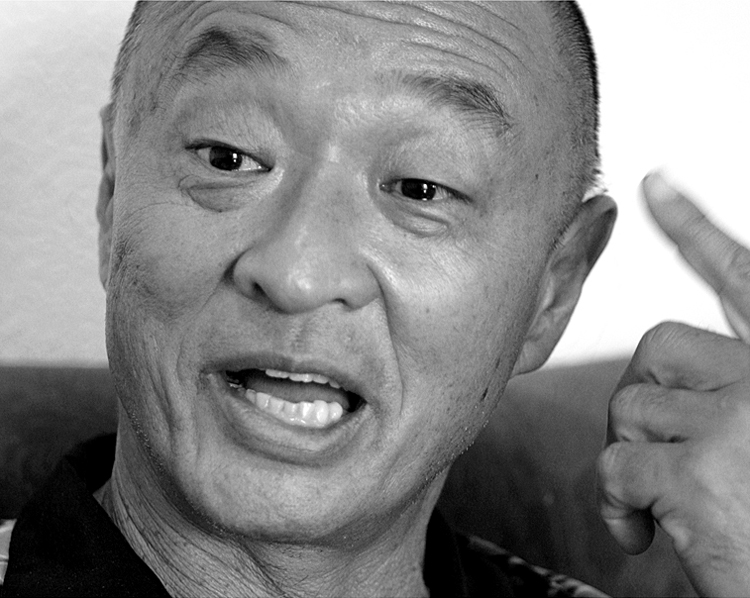
Cary-Hiroyuki Tagawa (Tagomi)
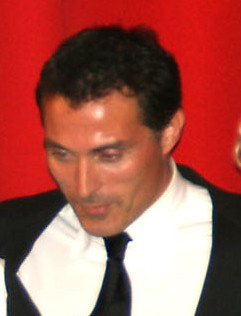
Rufus Sewell (John Smith)
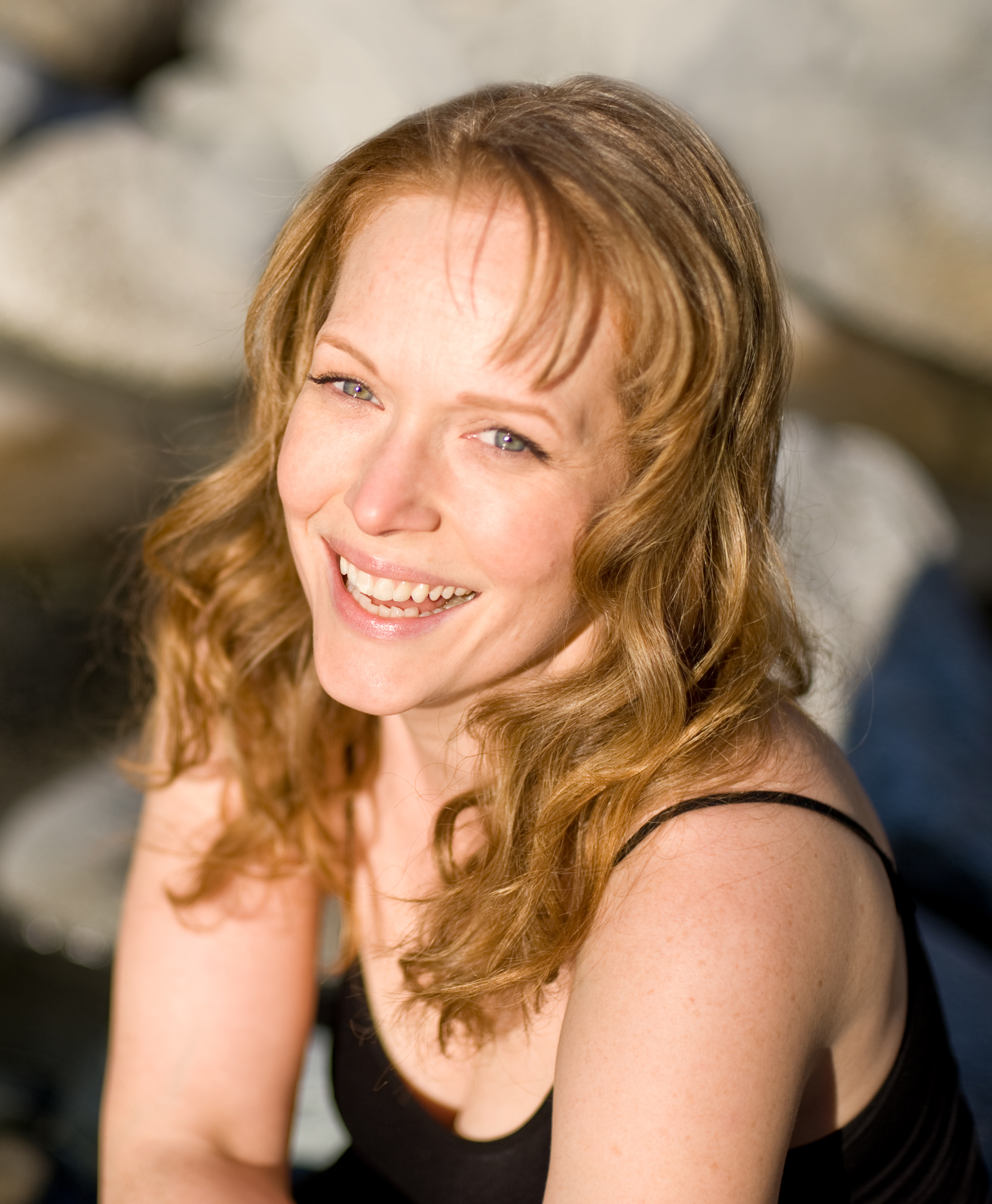
Chelah Horsdal (Helen Smith)
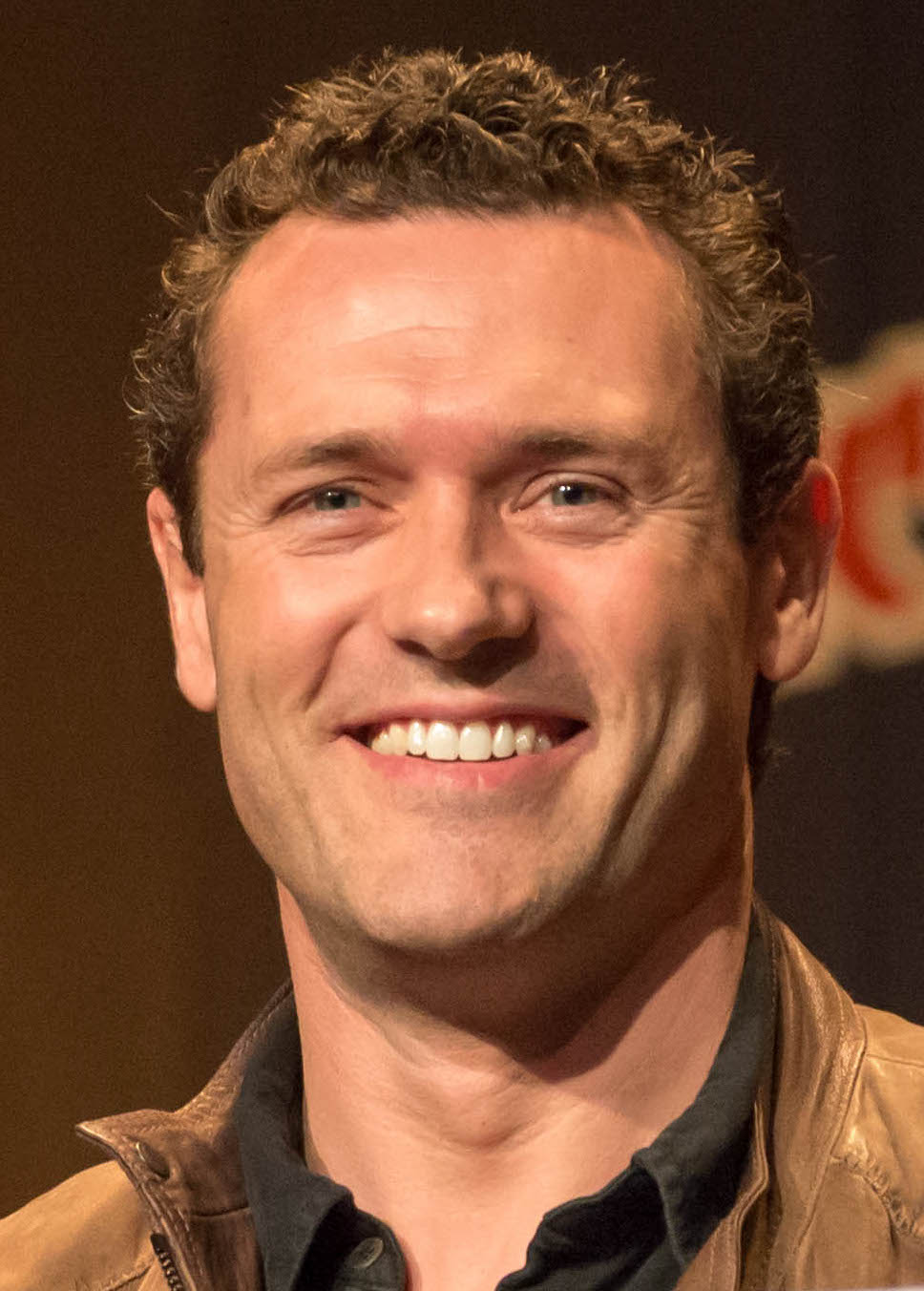
Jason O'Mara (Wyatt Price)
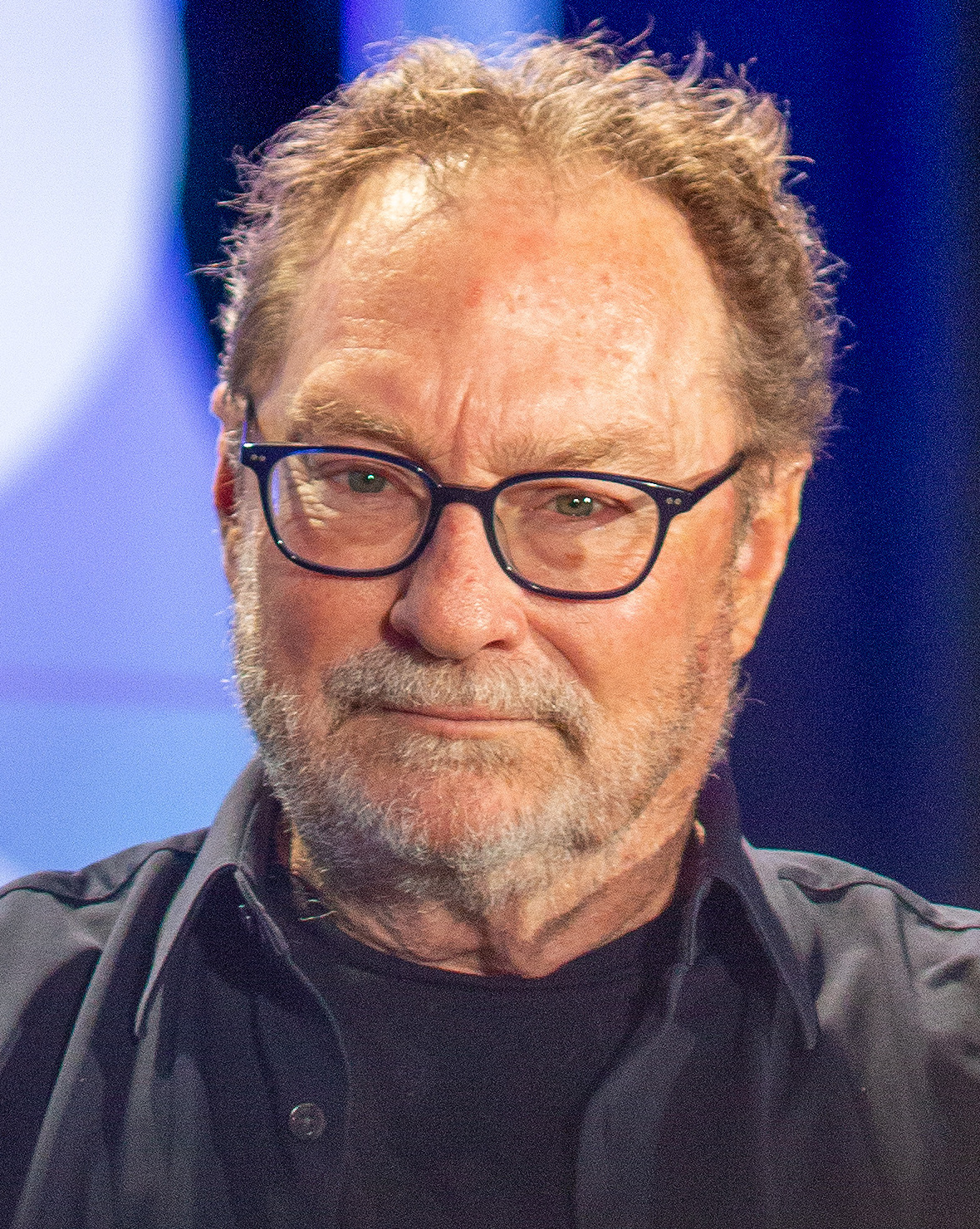
Stephen Root (Hawthorne Abendsen)

## Episodis
| Temporada | Temporada | Episodis | Episodis | Dates d’emissió        | Dates d’emissió        |
| Temporada | Temporada | Episodis | Episodis | Primera emissió        | Última emissió         |
| --------- | --------- | -------- | -------- | ---------------------- | ---------------------- |
|           | 1         | 10       | 10       | 15 de gener de 2015    | 20 de novembre de 2015 |
|           | 2         | 10       | 10       | 16 de desembre de 2016 | 16 de desembre de 2016 |
|           | 3         | 10       | 10       | 5 d'octubre de 2018    | 5 d'octubre de 2018    |
|           | 4         | 10       | 10       | 15 de novembre de 2019 | 15 de novembre de 2019 |

### Temporada 1 (2015)
| Núm. total | Núm. de la temporada | Títol                   | Direcció         | Guió                           | Data d'estrena original |
| --- | -------------------- | ----------------------- | ---------------- | ------------------------------ | ----------------------- |
| 1 | 1                    | «The New World»         | David Semel      | Frank Spotnitz                 | 15 de gener de 2015     |
| L'any 1962, la Nova York ocupada pels nazis, Joe Blake s'ofereix voluntari per servir la resistència conduint un camió fins a la Zona Neutral de les Muntanyes Rocalloses. A San Francisco, ocupada pel Japó, Juliana Crain rep un paquet de la seva germana, Trudy, per després veure-la tirotejada per la policia japonesa. La Juliana descobreix que el paquet conté imatges impossibles dels aliats que van guanyar la Segona Guerra Mundial. El seu xicot, Frank, l'insta a anar a la policia per declarar la seva innocència. Tanmateix, la Juliana li menteix i, en canvi, es dirigeix a la Zona Neutral per lliurar la pel·lícula en lloc de la Trudy. Una dona intenta robar la pel·lícula, però només s'escapa amb cimbells. El ministre de Comerç japonès, Nobusuke Tagomi, es reuneix amb l'ambaixador nazi Hugo Reiss per concretar els detalls de la visita a San Francisco del príncep hereu japonès. Més tard, Tagomi coneix en Rudolph Wegener, un alt funcionari nazi que afirma ser un empresari suec. Joe i Juliana es coneixen i es fan amics a Canon City, a la Zona Neutral. A San Francisco, el Kenpeitai comença a buscar la Juliana a causa de la seva connexió amb la Trudy. Blake crida a l'Obergruppenführer SS Smith, revelant que Blake és un agent de les SS. |                      |                         |                  |                                |                         |
| 2 | 2                    | «Sunrise»               | Daniel Percival  | Frank Spotnitz                 | 20 de novembre de 2015  |
| A San Francisco, el Kempeitai arresta Frank per esbrinar el parador de la Juliana. A la presó, en Frank coneix un resistent que el convenç de no informar-se de la Juliana. Els Kempeitai maten la germana de Frank i els seus fills per la seva negativa a ajudar-los, però frenen l'execució planificada de Frank quan la dona que va robar la bossa de Juliana es troba amb bobines de pel·lícula falses. Treballant en un restaurant de Canon City, la Juliana coneix un home que suposa que és el seu contacte. Smith li diu a Joe que aquest contacte és en realitat un agent encobert de SD que treballa contra la resistència i li ordena que no intervingui. No obstant això, quan la Juliana va a trobar-se amb l'agent, Joe es dirigeix darrere d'ella per ajudar-la. L'agent intenta matar la Juliana, però ella és capaç de llançar l'home Origami per sobre d'una barana i mor. A Nova York, Smith és emboscat pels resistents en un intent d'assassinat; sobreviu, però el seu ajudant Raeder està greument ferit. |                      |                         |                  |                                |                         |
| 3 | 3                    | «The Illustrated Woman» | Ken Olin         | Thomas Schnauz i Evan Wright   | 20 de novembre de 2015  |
| En Joe es troba amb un caçarecompenses aliat dels nazis conegut com el Mariscal, que busca l'agent SD a qui va matar la Juliana. Joe i Juliana van a desfer-se del cos i del cotxe de l'agent mort i, mentre ho fan, troben un mapa que els porta a una cova on troben una dona morta i una llista de noms. La llista revela que el cap de la Juliana durant el sopar va ser el seu contacte real. El mariscal s'adona de la veritable identitat de Juliana i intenta matar-la. A San Francisco, el príncep hereu japonès arriba a la ciutat. Tagomi li diu a Wegener que contacti en secret amb el ministre de Ciència japonès Shimura, durant el discurs del príncep hereu a l'ambaixada nazi. Frank comunica al seu cunyat la notícia de la mort de la seva germana i dels seus fills. Frank també torna a la feina, on aconsegueix una pistola de veritat. |                      |                         |                  |                                |                         |
| 4 | 4                    | «Revelations»           | Michael Rymer    | Thomas Schnauz i Jace Richdale | 20 de novembre de 2015  |
| Joe salva la Juliana del mariscal. Joe i Juliana s'enfronten a Lemuel (Lem), que els condueix al bosc, on estan envoltats de resistents. Lem els obliga a renunciar a les pel·lícules i marxar. Joe i Juliana són atacats de nou pel mariscal, cosa que fa que Joe reveli al mariscal que és un agent nazi. El mariscal persegueix la Juliana per la carretera. Quan la Juliana s'allunya prou, crema el seu cotxe i s'amaga. Quan el mariscal arriba al cotxe, suposa que ha mort. De tornada a Nova York, després de ser atacat de camí a la feina, Smith sospita que el Hauptsturmfuhrer SS Connolly és l'informant que proporciona informació sobre els seus moviments a la resistència. Als Estats del Pacífic, Frank es dirigeix al discurs del príncep hereu amb una pistola per assassinar-lo, però dubta. El príncep hereu és disparat per un franctirador invisible. Wegener no pot deixar una càpsula de microfilm a la butxaca del ministre de Ciència i és detingut com a estranger a causa del tiroteig. |                      |                         |                  |                                |                         |
| 5 | 5                    | «The New Normal»        | Bryan Spicer     | Rob Williams                   | 20 de novembre de 2015  |
| El príncep hereu és traslladat d'urgència a l'hospital després de l'atac, i el capità de la Guàrdia Imperial comet seppuku per no haver-ho protegit el príncep hereu. Aleshores, Kido afirma que si no pot trobar el pistoler, farà el mateix. La Juliana torna a casa per trobar un Frank enfadat, que al·ludeix al seu temps a la presó. Juliana visita els seus pares i s'assabenta que els japonesos van matar la germana i els fills de Frank. Quan més tard s'informa a l'exèrcit japonès, és interrogada i preguntada sobre la parella de Trudy, Randall, però finalment la deixen anar. Joe torna a Nova York des de la Zona Neutral i és segrestat pels agents de la Gestapo i portat a l'oficina de Smith. Informa a Smith dels esdeveniments a Canon City, encara que el seu informe es contradiu amb el del Mariscal. Smith li diu a Joe que ha fracassat en la seva missió perquè el líder de la resistència es va escapar. Smith creu que Joe és sincer i el convida a casa per celebrar el Dia de la Victòria a Amèrica (VA). |                      |                         |                  |                                |                         |
| 6 | 6                    | «Three Monkeys»         | Nelson McCormick | Rob Williams                   | 20 de novembre de 2015  |
| Joe celebra el dia de la VA a casa de Smith. Wegener, que es trasllada per Nova York al seu camí de tornada dels Estats del Pacífic, és interceptat per Smith; els dos són vells amics, però Smith ha rebut informació sobre les activitats traïdores de Wegener. Juliana accepta una feina treballant per a Tagomi mentre continua la seva recerca de respostes, i després descobreix que el seu padrastre Arnold treballa per als japonesos. Smith fa arrestar Wegener al final de la nit després que no confessés ni tan sols al·ludeixi a la seva missió. Joe intenta mirar a través dels fitxers privats de Smith, però és atrapat en el fet. |                      |                         |                  |                                |                         |
| 7 | 7                    | «Truth»                 | Brad Anderson    | Emma Frost                     | 20 de novembre de 2015  |
| Smith, després d'haver atrapat a Joe al seu despatx, l'interroga més sobre Juliana i Canon City i l'amenaça amb l'execució si no recupera una pel·lícula recentment descoberta de l'home del castell. |                      |                         |                  |                                |                         |
| 8 | 8                    | «End of the World»      | Karyn Kusama     | Walon Green                    | 20 de novembre de 2015  |
| Juliana i Frank fan plans per escapar dels Estats del Pacífic, només per ser arrossegats de nou al perill per Joe, que intenta recuperar una nova pel·lícula i entra directament en una emboscada de Kempeitai. Smith és informat pel Dr. Adler, el seu metge de família, que Thomas ha estat diagnosticat amb un rar tipus de distròfia muscular i ha de ser sacrificat per complir amb les lleis de salut nazis. Reinhard Heydrich, ara Oberst-Gruppenführer al Reich, visita Smith i pren Wegener de la custòdia de Smith per als seus propis propòsits. |                      |                         |                  |                                |                         |
| 9 | 9                    | «Kindness»              | Michael Slovis   | Jace Richdale                  | 20 de novembre de 2015  |
| Smith descobreix que Heydrich estava darrere de l'atemptat contra la seva vida i matr Connolly, que havia organitzat l'emboscada per ordre d'Heydrich. Frank i Juliana, després de prendre possessió de la nova pel·lícula, decideixen veure-la, però se sorprenen en descobrir que la pel·lícula representa, pel que sembla en un futur proper, una San Francisco bombardejada amb una bomba nuclear en la qual les SS assenyalen i executen supervivents. Es mostra a Frank sent executat per Joe, que porta un uniforme de les SS. Heydrich coacciona Wegener a un intent d'assassinat contra Hitler, prometent-li que la vida de la seva família es salvarà si ell coopera. |                      |                         |                  |                                |                         |
| 10 | 10                   | «A Way Out»             | Daniel Percival  | Rob Williams                   | 20 de novembre de 2015  |
| Frank i Juliana s'enfronten amb ira a Joe com a agent nazi. Va a l'ambaixada nazi amb la pel·lícula. Smith s'assabenta que Heydrich està preparant una trampa. Kido actua sobre la informació del yakuza i mata el franctirador nazi que va disparar al príncep hereu. Ed és atrapat amb l'arma d'en Frank i és utilitzat com a boc expiatori per a l'intent d'assassinat del príncep hereu, per evitar que Kido hagi de cometre «seppuku». Heydrich demana la lleialtat de Smith abans de l'assassinat de Hitler per Wegener. Wegener s'acomiada de la seva família i viatja al castell alpí de Hitler. No obstant això, després d'enfrontar-se a Hitler, que li informa que la cohort d'Heydrich atacarà el Japó si és assassinat, probablement provocant la mort de milions de persones, Wegener se suïcida. Smith captura el traïdor Heydrich i el denuncia a Hitler. En Tagomi va a Union Square per meditar amb l'encant de la Juliana. Obre els ulls per trobar-se en un 1962 alternatiu en què els aliats van guanyar la Segona Guerra Mundial i els Estats Units es troben enmig de la Crisi dels míssils de Cuba. |                      |                         |                  |                                |                         |

### Temporada 2 (2016)
| Núm. total | Núm. de la temporada | Títol                    | Direcció        | Guió                         | Data d'estrena original |
| --- | -------------------- | ------------------------ | --------------- | ---------------------------- | ----------------------- |
| 11 | 1                    | «The Tiger's Cave»       | Daniel Percival | Frank Spotnitz               | 16 de desembre de 2016  |
| Joe torna a Nova York per lliurar la pel·lícula a Smith i presenta la seva renúncia, però Smith es nega a acceptar la renúncia abans de lliurar la pel·lícula a Hitler. La Karen i Lem s'enfronten a la Juliana per no portar a Joe a una emboscada abans que se la tranquil·litzi. Es desperta a la casa d'Hawthorne Abendsen, l'home del castell, on guarda la seva gran col·lecció de pel·lícules. El general Onoda revela a Tagomi i al seu personal que la càpsula que el ministre de Ciència Shimada va trobar a la seva butxaca contenia plans per a una arma nuclear que l'Imperi pretén fer servir per aixafar els nazis, per a consternació de Tagomi, que esperava equilibrar el poder entre els dos imperis. Frank s'enfronta a Arnold per espiar la seva pròpia família. Desesperat per salvar l'Ed, Frank va a demanar ajuda a Childan. Juliana intenta obtenir respostes d'un Abendsen evasiu i rep una pista que pot ajudar a evitar la guerra nuclear. Gary Connell, el líder de la Resistència de la Costa Oest, va en contra de les ordres i intenta matar la Juliana, però ella s'escapa en un control de Kempeitai. Es produeix un tiroteig entre els membres de la Resistència i els soldats japonesos i Karen mor en el foc creuat. |                      |                          |                 |                              |                         |
| 12 | 2                    | «The Road Less Traveled» | Colin Bucksey   | Rob Williams                 | 16 de desembre de 2016  |
| Kido investiga el tiroteig al punt de control i sospita que la Juliana està involucrada. En Frank decideix que Paul Kasoura, un advocat de la defensa, ajudi a Ed. Desesperat, revela a Kasoura que els objectes antics que ell i Childan li van vendre són falsos, la qual cosa fa que la parella sigui empresonada per la Yakuza amb qui Kasoura té una connexió. Frank aconsegueix convèncer l'Okamura perquè li permeti pagar el seu deute per la falsificació si a Ed se li permet treballar amb ell com a assistent. Kido es veu obligat per Okamura a alliberar Ed. Més tard fixa l'intent d'assassinat del príncep hereu a la difunta Karen. Joe rep l'ordre de Smith de visitar el seu pare, el Reichsminister Heusmann a Berlín. Smith li diu a Joe que possiblement Juliana està morta. Juliana s'escapa de Gary i Lem, i després intenta convèncer els seus pares perquè marxin de San Francisco, sense cap resultat. Utilitzant la pista sobre un home conegut en qui Abendsen està fixat, la Juliana descobreix per la seva mare que l'home, George Dixon, amic del seu pare, és el veritable pare de la seva germana Trudy. En assabentar-se que pot estar a Brooklyn i fugir del Kempeitai, Juliana demana asil a l'ambaixada nazi i deixa una carta a Frank. |                      |                          |                 |                              |                         |
| 13 | 3                    | «Travelers»              | Daniel Sackheim | Erik Oleson                  | 16 de desembre de 2016  |
| El doctor Adler li adverteix a Smith que no pot posposar més l'eutanasia de Thomas i que ha de fer-ho ell mateix per evitar que les autoritats nazis ho facin. Juliana arriba a Nova York i és interrogada per Smith, qui és notificat de la seva arribada i organitza que es quedi. Manté això en secret per a Joe. Frank s'assabenta de la deserció de Juliana als estats nazis, però no creu en Gary sobre la seva traïció. Mentre treballa amb Ed i Childan per crear forges perquè els Yakuza paguin el seu deute, Frank està convençut per la Resistència d'ajudar-los a alliberar els ciutadans detinguts per Kempeitai com arepresàlia dels assassinats dels punts de control. Mentre salva la membre de la Resistència Sarah, Frank mata un soldat japonès. Juliana busca en Joe, però el seu ex-amant li diu que s'ha unit als nazis, la qual cosa la fa pensar que podria haver-la traït. Joe viatja a Berlín i es reuneix amb el seu pare, però és llunyà a causa del tracte que Heusmann fa a la mare de Joe. Joe es creua amb Nicole Dörmer, una cineasta. Smith no pot injectar el seu fill quan se li dóna l'oportunitat de matar-lo; en canvi, es reuneix amb el doctor Adler i el mata per silenciar-lo. |                      |                          |                 |                              |                         |
| 14 | 4                    | «Escalation»             | David Petrarca  | Wesley Strick                | 16 de desembre de 2016  |
| Juliana s'adapta a la vida al Reich, sota la tutela de la dona de Smith, Helen, i el seu fill Thomas. Mentre busca Dixon al seu antic apartament, dos agents desconeguts la persegueixen i gairebé la maten. El general Onoda ha fet que els Kempeitai matessin nombrosos ciutadans per l'assassinat dels soldats japonesos durant el rescat de la Resistència. Enfurismat, Frank comença a descuidar el seu deute amb la Yakuza i accepta una arriscada encàrrec de desviar materials d'una bomba japonesa sense explotar per a una missió de la Resistència, per consternació d'Ed. Frank comença a apropar-se a Sarah durant la tasca. Smith revela a una Helen sospitosa que va matar el doctor Adler per mantenir en secret la malaltia del seu fill. Kido emborratxa l'Onoda i l'enganya perquè aprovi una ordre desconeguda. Després d'escapar dels seus perseguidors, George Dixon s'acosta a Juliana. Tagomi torna a viatjar a la línia temporal alternativa i visita la seva dona, Michiko, que ha mort a la seva línia de temps. |                      |                          |                 |                              |                         |
| 15 | 5                    | «Duck and Cover»         | John Fawcett    | Erik Oleson & Rick Cleveland | 16 de desembre de 2016  |
| Es revela que George Dixon és un líder de la Resistència i es troba amb la Juliana després que aquesta li digui que l'home del castell ‘ha enviat. La Juliana li diu que pot estar involucrat en el possible atemptat de San Francisco, ja que ha aparegut diverses vegades a les pel·lícules. Dixon obliga a la Juliana a espiar Smith i la seva família per redimir la seva percebuda traïció quan va permetre que Joe s'escapés amb la pel·lícula. Joe està molest quan el seu pare el porta al seu lloc de naixement i revela que és un dels Lebensborn, un experiment per perfeccionar la puresa racial. Accepta l'oferta del seu pare de romandre a Berlín uns dies més. Kido intenta utilitzar l'aprovació d'Onoda per extradir Juliana dels estats nazis, però no ho aconsegueix i revela el seu motiu per visitar Smith. Frank s'involucra encara més amb la Resistència i es revela que Ed és un informador Kempeitai per informar sobre les activitats de falsificació dels Yakuza a canvi de la seva vida i la de Frank. Lem ajuda Abendsen a mudar-se de casa perquè la ubicació del Castell podria haver estat compromesa. Abendsen destrueix la majoria de les pel·lícules abans de marxar. Tagomi es revela a la seva dona alternativa Michiko i al seu fill Noriyuke, però descobreix que la relació de Tagomi alternativa amb ells està alienada. Es sorprèn veure en Noriyuke, casat amb una Juliana alternativa. |                      |                          |                 |                              |                         |
| 16 | 6                    | «Kintsugi»               | Paul Holahan    | Francesca Gardiner           | 16 de desembre de 2016  |
| La Juliana comença a socialitzar amb el Comitè de Dones tal com estava previst i obté el suport d'una de les seves membres, la Lucy. Helen descobreix que Thomas ha estat seleccionat pel grup de les Joventuts Hitlerianes per anar a una expedició a Amèrica del Sud. Prohibeix al seu fill anar-hi fins que s'assabenta que Smith va organitzar que el seu fill desaparegués de la societat fent un segrest en fals i vivint una vida en l'anonimat. Joe comença a apropar-se a Nicole, que es revela com una de les Lebensborn i el porta a trobar-se amb alguns dels altres. Després de passar la nit amb Nicole, Joe comença a acceptar la seva veritable herència. Tagomi intenta arreglar la relació del seu jo alternatiu amb la seva família i està consternat per l'abandonament de la cultura japonesa per part del Noriyuke alternatiu. Kido és informat per la seva mà dreta Yoshida que s'ha trobat l'amagatall cremat d'Abensen i s'assabenta que el Yakuza també està buscant les pel·lícules. |                      |                          |                 |                              |                         |
| 17 | 7                    | «Land O' Smiles»         | Karyn Kusama    | Rob Williams                 | 16 de desembre de 2016  |
| Ed i Childan van a Okamura per pagar el seu deute amb la venda de la falsificació d'en Frank, però són tancats en un traster quan en Kido i els seus homes li fan una visita sense anunciar a Okamura. Kido dispara a Okamura i als altres membres de Yakuza presents a traïció, ja que ha deduït que els Yakuza estan treballant amb els nazis. Yoshida descobreix a Ed i Childan però els deixa anar. Frank és enviat a posar una bomba al port on el general Onoda està de visita. però avorta la missió quan descobreix que els japonesos hi estan construint en secret una bomba nuclear. Informa a la resistència de les seves troballes. Al funeral d'Adler, Smith s'alarma quan la dona d'Adler, Alice, planteja la seva sospita sobre la mort sobtada del seu marit i suggereix que es realitzi una autòpsia. La Juliana també assisteix al funeral i cobreix a Thomas quan té una breu convulsió. Més tard, promet a Helen que no revelarà l'estat de Thomas. Himmler informa a Smith que Hitler ha patit un col·lapse. |                      |                          |                 |                              |                         |
| 18 | 8                    | «Loose Lips»             | Alex Zakrzewski | Rick Cleveland               | 16 de desembre de 2016  |
| Smith pregunta a Juliana al seu apartament sobre la pel·lícula de Joe i s'assabenta de la imminent destrucció de San Francisco. La Lucy li diu a la Juliana que sap que les imatges suposadament en directe de Hitler són en realitat d'arxiu perquè el seu marit va gestionar l'emissió de televisió. Juliana comparteix amb George Dixon la seva creença que Hitler podria estar mort. La Resistència decideix que és hora d'escenificar un aixecament. La Juliana està preocupada perquè pugui haver causat el desastre nuclear que ha estat intentant evitar. Heusmann és nomenat canceller en funcions i Joe decideix donar suport al seu pare. Frank s'assabenta per Arnold que la Juliana els ha advertit que marxin de San Francisco i no l'ha traït. Enfurismat, s'enfronta a Gary Connell, però la Resistència està decidida a seguir endavant amb l'aixecament. Armat amb el coneixement de Juliana i Kido, Smith indueix a error a un Heydrich empresonat fent-li pensar que Alemanya i Japó ja estan en guerra, la qual cosa porta Heydrich a confirmar el que Smith ha sospitat, una conspiració per crear un pretext per a la guerra i l'extermini dels japonesos. Smith executa Heydrich després d'assabentar-se per ell que és Heusmann el cervell darrere de la pressa a la guerra i qui ha de ser el nou canceller. Hitler mor i Heusmann esdevé canceller.                                                       |                      |                          |                 |                              |                         |
| 19 | 9                    | «Detonation»             | Chris Long      | Wesley Strick                | 16 de desembre de 2016  |
| Tagomi mira una pel·lícula amb la seva família alternativa sobre la detonació de prova recent d'una bomba d'hidrogen a l'atol de Bikini. Finalment resolt a aturar la guerra entre el Japó i els nazis, Tagomi agafa la pel·lícula i torna a la seva realitat. Quan Thomas s'enfronta a la Juliana per conèixer la seva condició, la seva conversa s'està gravant en secret. Smith més tard s'assabenta de la cinta i la pren per protegir el secret de Thomas. En un discurs televisat, Heusmann assenyala els japonesos per la mort de Hitler amb verí i promet represàlies, horroritzant Joe. Frank decideix ajudar la Resistència a assassinar Onoda utilitzant les seves bombes casolanes. Abans de l'operació, convenç a Ed i Childan de marxar de San Francisco. L'Ed va tenir un flashback quan ell, en Frank i la Juliana es van reunir per primera vegada a prop de la badia de San Francisco. Frank i Sarah introdueixen de contraban un cotxe bomba a l'aparcament subterrani del Kempeitai. Posen el temporitzador de la bomba i intenten sortir de l'edifici, però Kido els detecta i s'intercanvien trets al vestíbul. Just quan arriba Tagomi, la bomba detona, matant Yoshida, el general Onoda i el seu estat major i col·lapsant la major part de l'edifici. Kido sobreviu a l'explosió. Els destins de Frank i Sarah no es mostren.                                                                              |                      |                          |                 |                              |                         |
| 20 | 10                   | «Fallout»                | Daniel Percival | Erik Oleson                  | 16 de desembre de 2016  |
| Tagomi i Kido, que van sobreviure a l'atac, tracten les conseqüències de la destrucció de la seu de Kempeitai. Després, Kido viatja a Nova York i interpreta la pel·lícula (des d'una Terra alternativa) per a Smith que sembla proporcionar proves que els japonesos tenen una bomba d'hidrogen. La resistència intenta venjar la mort de la Karen matant la Juliana, però ella escapa. Aleshores s'enfronta i mata a George Dixon, que amenaçava amb exposar Smith emetent la cinta de la seva conversa amb Thomas. Smith viatja a Berlín amb la pel·lícula per convèncer els seus superiors nazis que no ataquin el Japó per evitar represàlies nuclears. Smith es reuneix en privat amb Himmler per exposar Heusmann com un traïdor. Després d'arrestar a Heusmann i Joe, Himmler es dirigeix al públic mundial des de la Volkshalle, semblant assumir el control del Reich. Lloa públicament Smith pel seu servei. El reconeixement que rep Smith inspira a Thomas a lliurar-se al Departament de Salut Pública per ser sacrificat. Després de viatjar a la Zona Neutral, una Juliana desapareguda s'assabenta per Abendsen que l'esperança continua i que la seva germana és viva. Lem lliura les pel·lícules restants d'Abendsen a Tagomi. |                      |                          |                 |                              |                         |

### Temporada 3 (2018)
| Núm. total | Núm. de la temporada | Títol                                   | Direcció           | Guió                              | Data d'estrena original |
| --- | -------------------- | --------------------------------------- | ------------------ | --------------------------------- | ----------------------- |
| 21 | 1                    | «Now More Than Ever, We Care About You» | Daniel Percival    | Wesley Strick                     | 5 d'octubre de 2018     |
| A Berlín, a la tardor de 1962, Joe Blake i el seu pare són empresonats en aïllament; tots dos han estat torturats i rentats el cervell. Himmler obliga a Joe a executar el seu pare per demostrar la seva lleialtat. La Trudy es troba a Jamestown (Colorado), amb Hawthorne Abendsen i la seva dona i la Juliana la cuida. Abendsen li diu a la Juliana que el seu destí és substituir-lo. La Juliana vol saber com morirà, però Abendsen encara es nega a dir-li-ho. Més tard aquella nit Abendsen i la seva dona són atacats pels nazis, cosa que els porta a abandonar Jamestown. Quan se separen, Abendsen li diu a la Juliana que li pregunti a Tagomi com mor perquè Abendsen va enviar a Tagomi les pel·lícules restants. John Smith ha estat ascendit a Oberst-Gruppenführer (l'equivalent nazi del general de quatre estrelles) i acaba de tornar a la ciutat de Nova York des de Berlín. Hi ha tensió entre ell i la seva dona per la mort del seu fill, que és homenatjat en una cerimònia pública especial. Nicole Dörmer es trasllada a Nova York per treballar al Ministeri de Propaganda i Joe Blake és enviat per Himmler a l'ambaixada de San Francisco, com a adjunt comercial adjunt, Joseph Cinnadella. Joe Blake mata Erich Raeder. |                      |                                         |                    |                                   |                         |
| 22 | 2                    | «Imagine Manchuria»                     | Alex Zakrzewski    | Eric Overmyer                     | 5 d'octubre de 2018     |
| La Juliana s'adona que en Tagomi és un "viatger". Himmler i John Smith envien espies a la zona neutral per trobar algú amb el nom en clau "menjador de lotus". L'almirall Inokuchi discuteix amb Tagomi que la GNR està limitant de manera encoberta l'accés dels Estats Japonesos del Pacífic al subministrament de petroli, provocant una greu escassetat de combustible. Tagomi coneix per primera vegada la Tamiko Watanabe. Hoover li diu a Rockwell que sap del problema de salut hereditari del fill de Smith, que Smith va violar les regles en no informar-ne ni actuar en conseqüència i que sospita que Smith va matar el Dr. Adler. Kido captura la Juliana i la Trudy i queda perplex perquè va matar l'altra Trudy. Kotomichi informa a Tagomi de l'arrest. L'almirall Inokuchi li diu a Kido que alliberi la Trudy i la Juliana sota la custòdia de Tagomi. Trudy torna al seu propi món. Helen Smith visita a la Sra. Adler a casa seva, és atacada i la mata en defensa pròpia. Joe Blake coneix l'ambaixador Weber, que li dóna la seva tasca. La seva tasca és trobar l'Oberführer Diels, que abans havia desertat a San Francisco. |                      |                                         |                    |                                   |                         |
| 23 | 3                    | «Sensō Kōi»                             | Ernest Dickerson   | Chris Collins                     | 5 d'octubre de 2018     |
| Juliana mira una pel·lícula en què Joe Blake la dispara, que després se suïcida. Aquesta visió la porta a creure que la mina de carbó de Lackawanna a Pennsilvània és la clau per entendre la pel·lícula. A San Francisco, Joe Blake mata Diels. Els seus propers objectius són Howard Wexler, un altre desertor del Reich i Nobusuke Tagomi. Joe torna a trobar la Juliana. John Smith s'assabenta dels viatgers i dels mons alternatius i de la investigació de Mengele sobre el projecte "Nebenwelt", que pretén permetre el moviment entre mons. Més tard mira part de l'arxiu de pel·lícules de Hitler i descobreix Thomas viu en un altre món. La Tamiko li regala a Tagomi un dels seus quadres. Hagan és capturat i torturat per Kido i revela que Frank Frink és viu. |                      |                                         |                    |                                   |                         |
| 24 | 4                    | «Sabra»                                 | John Fawcett       | Eric Simonson                     | 5 d'octubre de 2018     |
| Frank Frink discapacitat ressorgeix en un enclavament catòlic, Santa Teresa, a la zona neutral. Ell és la font de l'obra d'art del sol naixent que està sent utilitzada per la Resistència als Estats del Pacífic. Joe Blake troba Wexler, el mata i li roba el maletí que conté detalls dels plans Nebenwelt dels nazis. John Smith s'assabenta que Erich Raeder ha estat assassinat. Kido demana al nou cap de Yakuza, Okami, que trobi Frank Frink. A canvi, Kido es compromet a demanar al ministre de Comerç que reverteixi la política de l'imperi sobre el petroli del mercat negre. Childan vol tornar a San Francisco, però Ed vol quedar-se amb Jack. Els motoristes els embosquen a la seva furgoneta i els roben. Nakamura deixa detalls sobre el seguiment de Tagomi per part de Joe Blake de Kido, sota una taula d'una cafeteria. Wyatt visita la Juliana i li diu que es diu Liam. Li dóna un número per trucar per contactar amb ell. Nicole Nicole Dörmer i Thelma Harris comencen una aventura. |                      |                                         |                    |                                   |                         |
| 25 | 5                    | «The New Colossus»                      | Daniel Percival    | Wesley Strick                     | 5 d'octubre de 2018     |
| Joe intenta matar Tagomi però un transeünt l'obliga a abandonar l'intent. Hoover diu al Reichsmarschall Rockwell que Smith planejava organitzar un segrest del seu fill i amagar-lo a Amèrica del Sud per evitar que Thomas fos eutanasiat. També creu que pot obtenir proves que Helen Smith va matar la Sra. Adler. Hoover visita Helen Smith i li diu que la confessió de l'assassinat de la SraAdler va ser coaccionat. Helen admet que va visitar a la Sra. Adler i va discutir amb ella. Smith visita Hoover, que li diu que la jubilació anticipada és l'única manera d'evitar l'escàndol, o pitjor. Llavors, Smith mostra a Hoover un fitxer sobre ell que està en poder de Smith, com a intercanvi. Himmler ordena a Smith una reunió amb ell, Hoover i Rockwell, que l'informa sobre les circumstàncies sospitoses de la mort dels Adler, així com el pla de Smith de traslladar el seu fill a Amèrica del Sud. Rockwell acusa Smith de traïció basant-se en l'evidència d'Hoover. Hoover ha amagat l'evidència que condemna Smith i es nega a corroborar les afirmacions de Rockwell. Himmler condemna Rockwell com a traïdor i es veu obligat a retirar-se i marxar a l'exili; més tard és assassinat per ordre de Smith. Himmler promou Smith a Reichsmarschall. La Juliana descobreix els fitxers de Blake sobre Tagomi i els fitxers de Wexler sobre el projecte "Nebenwelt" a Lackawanna. A punta de pistola, Joe Blake li diu que "Die Nebenwelt" assegurarà que els nazis s'apoderarin de tots els mons paral·lels i espera que ella s'uneixi a ell. Ella li talla la gola i fuig amb els plans. |                      |                                         |                    |                                   |                         |
| 26 | 6                    | «History Ends»                          | Meera Menon        | Elizabeth Benjamin and Kalen Egan | 5 d'octubre de 2018     |
| Mingus Jones i els seus homes venen "Zed", una amfetamina, a Wyatt/Liam, que paga un preu baix. La Juliana demana ajuda a Wyatt/Liam per portar els fitxers de Nebenwelt a Tagomi. Després marxen cap a la zona neutral. Kido identifica a Juliana com a sospitosa de la mort de Blake. Tagomi mostra els arxius robats a Kido, que veu que es van originar al Kempeitai. Kido s'enfronta a Nakamura, ja que els havia passat a Joe. El Reichsmarshall Smith entrevista una dona d'un món paral·lel que desapareix davant els seus ulls. Himmler envia un tirador Lebensborn, Hans, per acabar la tasca de Blake pel que fa a Tagomi. Sampson es troba amb Ed McCarthy en un bar i li diu que Frank Frink és viu. Ed i Childan se separen. Ed es retroba amb Frank i és testimoni del seu bar mitsvà. Wyatt i Juliana arriben a Denver. Lem porta la Juliana als Abendsens. |                      |                                         |                    |                                   |                         |
| 27 | 7                    | «Excess Animus»                         | Steph Green        | Dre Ryan                          | 5 d'octubre de 2018     |
| Nakamura és executat com a traïdor. La Juliana explica a Abendsen sobre Lackawanna i el projecte Nebenwelt. Ella vol tornar al Reich per intentar frustrar els seus plans. Wyatt la porta a Santa Teresa, on descobreix Frank i Ed. Childan torna a la seva botiga i descobreix que s'han canviat els panys. Reacciona de manera exagerada i és arrestat i interrogat per Kido. Smith parla amb Himmler i li pregunta per què el Reich vol matar Tagomi. Himmler diu que aquest pla ha estat anul·lat. Smith continua mirant l'arxiu de pel·lícules de Hitler i està cada cop més pertorbat pel que veu. Tagomi es troba amb Kido i li explica el projecte Nebenwelt i que la Juliana està intentant que no passi. |                      |                                         |                    |                                   |                         |
| 28 | 8                    | «Kasumi (Through the Mists)»            | Jennifer Getzinger | William N. Fordes                 | 5 d'octubre de 2018     |
| El GNR continua destruint tots els monuments històrics relacionats amb la història dels Estats Units. Juliana mostra la pel·lícula de la victòria dels aliats a la Segona Guerra Mundial als residents de St. Teresa. Un físic li diu que el pla de Nebenwelt és per a un dispositiu de transferència quàntica. Si falla, provocarà una explosió de la mida d'una petita explosió atòmica. La Juliana diu en la seva memòria que hi va haver una explosió al túnel i que l'aparell podria haver estat volat per algú. Helen Smith ha desenvolupat sentiments pel seu psiquiatre i li fa una insinuació que és rebutjada. Ell informa a Smith. Wyatt compra nous papers per a la Juliana. Sospita que el venedor és un informador nazi i el mata. Porta els papers a la Juliana i coneix en Frank, que sospita dels seus motius. Wyatt li diu a la Juliana que els nazis van matar la meitat de la seva família a Irlanda. Sampson s'enfronta a Wyatt per tractar amb un informador nazi. Juliana marxa amb Wyatt per Lackawanna. Kido elimina els okupes de la botiga de Childan i li permet tornar-hi en reconeixement dels seus serveis als Estats del Pacífic Japonès. Tagomi és atacat pel tirador de Lebensborn i es defensa fent servir aikido. Kido va a la zona neutral per trobar en Frank. |                      |                                         |                    |                                   |                         |
| 29 | 9                    | «Baku»                                  | Deborah Chow       | Chris Collins i Chris Wu          | 5 d'octubre de 2018     |
| Smith mira una pel·lícula d'ell mateix vestit de civil amb la seva dona i el seu fill mirant un discurs de Martin Luther King. El major Metzger informa a Smith que Wyatt i Juliana van matar guàrdies fronterers en un punt d'entrada al GNR. Tagomi telefona a Smith per demanar una reunió a la zona neutral per parlar de l'embargament del petroli i Nebenwelt. Himmler li diu que hi vagi. Smith tria la granja de Highcastle com a lloc de reunió. A la casa, troba una foto d'Abendsen que reconeix d'una pel·lícula. Tagomi li diu que ell va ser la font de la pel·lícula de la bomba H que Smith va utilitzar per prevenir la guerra l'any anterior. Li demana que l'ajudi a mantenir la pau. Helen Smith explica a les seves amigues Mary Dawson i Lucy Collins sobre la deformitat del peu de Goebbels i li diu que els que estan al capdavant de Berlín estan protegits. Les proves de salut de Jennifer són imminents. Wyatt i Juliana arriben a Chicago i mostren la pel·lícula als agents de la Resistència. Ella els parla del dispositiu Nebenwelt. Ed i Frank pinten el logotip del sol naixent en llocs molt visibles de Denver. Kido troba i executa en Frank. Wyatt i Juliana arriben a Lackawanna als Poconos. Smith captura la dona d'Abensen. |                      |                                         |                    |                                   |                         |
| 30 | 10                   | «Jahr Null»                             | Daniel Percival    | Eric Overmyer and Wesley Strick   | 5 d'octubre de 2018     |
| Smith arresta Abendsen i marxa cap als Poconos, on es troba amb Himmler. Juliana i els resistents entren a la mina de Lackawanna. Es descobreix la seva presència. Juliana és capturada. Mengele utilitza el dispositiu Nebenwelt per obrir el portal i enviar quatre captius a l'anomalia. Tres moren, un desapareix. Himmler està encantat. Aixeca l'embargament del petroli perquè el Japó no obstaculitzi el desenvolupament posterior del dispositiu Nebenwelt. Smith descobreix que el nom real d'Abendsen és Abe Hawkes. A la Segona Guerra Mundial van lluitar al mateix bàndol. Helen s'ha amagat amb les seves filles. Himmler anuncia l'inici de Jahr Null ('any zero') amb la destrucció de l'Estàtua de la Llibertat. La joventut pro i antinazi s'enfronta als carrers i Himmler proposa una purga. És ferit per un franctirador, ajudat per Wyatt. Ed i Jack visiten Childan i li parlen sobre Frank. Junts van penjar una enorme pancarta del sol naixent de la Torre Coit a San Francisco. Abendsen li diu a Smith que l'única manera que una persona es mogui a un món paral·lel és si el seu equivalent ja està mort a l'altre lloc. La Juliana viatja a un altre món davant den Smith, que li dispara mentre desapareix. |                      |                                         |                    |                                   |                         |

### Temporada 4 (2019)
| Núm. total | Núm. de la temporada | Títol                          | Direcció             | Guió                        | Data d'estrena original |
| --- | -------------------- | ------------------------------ | -------------------- | --------------------------- | ----------------------- |
| 31 | 1                    | «Hexagram 64»                  | Daniel Percival      | Wesley Strick               | 15 de novembre de 2019  |
| Quan John Smith li dispara, la Juliana creua al món alternatiu i s'ensorra davant el cotxe d'alt-Smith i Thomas. Un any després, Helen Smith i els seus fills viuen ara a la Zona Neutral amb el seu germà, Hank McCrae, que no és nazi. Durant una visita, John Smith li demana que torni a Nova York. Quan ella es nega, s'emporta les seves filles amb ell. En els mesos des de l'inici de Jahr Null, Tagomi ha estat assassinat. L'inspector Kido i el general Yamori van discutir la possibilitat que Reichsmarshall Smith en fos responsable. Els Kempeitai estan duent a terme represàlies violentes als Estats del Pacífic. El GNR assetja Denver. Wyatt s'ha convertit en el líder dels combatents de la resistència, però les seves municions s'estan esgotant. La Juliana és viva i treballa com a professora d'aikido en un altre món. És amiga de Russ Gilmore. Thomas Smith és el seu ajudant de professor i Helen, la seva mare i John, el seu pare també hi són presents. Durant la meditació veu Tagomi en una visió. Li deixa un missatge per mitjà de Wei-Chi. Mingus Jones és arrestat sota sospita d'haver assassinat Tagomi. Els Kempeitai troben un llibre d'Equiano Hampton, el fundador de la BCR, la rebel·lió comunista negra, en possessió de Mingus. Acusen Mingus de ser membre de BCR. El fill d'en Kido, Toru, és testimoni de la violència de l'interrogatori i se'n sent angoixat. Wyatt es reuneix amb membres de la BCR. |                      |                                |                      |                             |                         |
| 32 | 2                    | «Every Door Out...»            | Nelson McCormick     | Julie Hébert                | 15 de novembre de 2019  |
| El dispositiu Nebenwelt ara permet el moviment d'agents nazis entre mons. Estan extreient informació tecnològica i cultural dels diferents mons. Mengele va crear un mapa del multivers. Els agents nazis sabotegen el programa de defensa nuclear del món on els aliats van guanyar la Segona Guerra Mundial. Smith s'assabenta del seu altre jo i que la Juliana viu en aquest món. Wyatt proposa a Elijah i Bell Mallory, líders de la BCR, que la BCR uneixi forces amb el seu grup de resistència. Bell informa que Childan té previst fer una subhasta de records occidentals. El general Masuda, el carnisser de Manxúria, l'inspector Kido i els ministres de defensa Shimura i Nagasaki assistiran a la subhasta. La BCR els veu com a objectius. Bell suggereix que l'equip de Wyatt realitzi l'atac. A canvi la BCR li donarà l'armament que la resistència necessita amb urgència. Wyatt organitza que faci el càtering per a la subhasta de Childan. Childan no és conscient de les intencions de Wyatt. Childan coneix la princesa hereva; el somni de la seva vida es va complir quan ella el descriu com un home de cultura. Jennifer confessa a un amic de l'escola, Henry, que estava a la Zona Neutral en lloc de Chicago. Ella posa per a ell un disc de blues prohibit. L'Amy ho sent, s'apropa a ells i agafa l'acta per informar-ho al seu pare. Smith protegeix Jennifer dient a l'Amy que el registre era proves en una investigació i que l'Amy hauria de considerar l'incident denunciat. Jennifer es posa en contacte amb la seva mare, dient amb llàgrimes que vol tornar a la Zona Neutral i estar amb ella. |                      |                                |                      |                             |                         |
| 33 | 3                    | «The Box»                      | John Fawcett         | Kalen Egan                  | 15 de novembre de 2019  |
| Helen Smith torna al GNR. La Juliana coneix en Russ i li pren prestada una pistola, després d'haver-se adonat que està sent observada. Kido li diu al general Yamori que Mingus Jones tenia una coartada. Yamori li diu que anunciï a Mingus com l'assassí de Tagomi i que el cas està tancat. Toru Kido pateix un trastorn d'estrès postraumàtic després de la seva implicació en la campanya de Masuda a Manxúria. Li diu al seu pare que l'imperi està perdent a la Xina i que tots dos són titelles. Kido el fa fora i el rebutja. Wyatt i els seus homes comencen l'emboscada a l'esdeveniment de la subhasta, tot i que Kido arriba massa tard. La BCR recull una ràdio avisant que la seva cobertura està volada i es retirin. Bell dispara a Masuda, mentre que Shimura i Nagasaki també són assassinats. Wyatt perd diversos homes. Childan, després d'haver estat fet presoner sense voler-ho per la BCR, els diu que la princesa hereva planejava una retirada total del JPS i que han matat persones equivocades. La subhasta va ser una cobertura per a una reunió cimera sobre la retirada. Juliana demana consell a alt-Smith sobre el seu impuls principal. En marxar, Juliana és emboscada, però és salvat per alt-Smith, que és assassinat en el procés. El seu assassí, un agent nazi, el reconeix. |                      |                                |                      |                             |                         |
| 34 | 4                    | «Happy Trails»                 | Rachel Leiterman     | Mark Richard                | 15 de novembre de 2019  |
| Abendsen està sent coaccionat per acollir Tales from the High Castle, una antologia de propaganda nazi que representa una distopia de la victòria aliada. A canvi, mantenen la seva dona estàlvia. Juliana va al Lincoln Memorial a Washington DC i torna al seu món original. Intenta pagar el pa amb dòlars dels EUA en una fleca propietat de Zina Parks. S'hi refugia mentre espera Wyatt. L'Obergruppenführer Goertzmann visita Reichsmarshall Smith i emet un avís velat. Himmler, que va sobreviure a l'atac del franctirador, assisteix a un sopar a casa de Smith. La seva dona, Margarethe, tracta Helen amb sospita sense emmascarament. La salut d'Himmler és dolenta i és desagradable. Childan està sota la custòdia del BCR. Es posa en contacte amb la princesa hereva en nom seu i ofereix un alto el foc temporal a canvi de converses de pau. El general Yamori autoritza en Kido a dur a terme represàlies en contradicció amb les instruccions de l'almirall Inokuchi. Kido li diu al capità Iijima que sap que va assassinar en Tagomi. John Smith s'assabenta de la seva mort a l'altre món i que Juliana ha tornat. |                      |                                |                      |                             |                         |
| 35 | 5                    | «Mauvaise Foi»                 | Charlotte Brändström | David Scarpa                | 15 de novembre de 2019  |
| Equiano Hampton, Bell i Elijah es reuneixen amb l'almirall Inokuchi. Hampton li diu que el BCR vol un estat lliure. La reunió és emboscada pels Kempeitai. Hampton és assassinat i Inokuchi és arrestat per alta traïció. Els Kempeitai comencen una incursió als guetos on s'amaguen els BCR. A Childan se li permet escapar. Torna a casa i descobreix que el seu lloc ha estat saquejat i s'assabenta que els Kempeitai l'estan buscant. Wyatt i Juliana, que s'han convertit en un element, comencen a planificar una nova ofensiva amb membres de la resistència. Smith viatja a l'altre món. Troba que l'alt-Helen encara està enamorada d'ell. Està aclaparat per retrobar-se amb Thomas, però Thomas l'acusa d'hipocresia quan intenta convèncer-lo que no s'uneixi al Marines. Està devastat quan descobreix que el seu millor amic al món alternatiu és Daniel Levine, el seu antic camarada i amic al seu propi món, a qui va deixar ser enviat a la mort juntament amb altres soldats jueus estatunidencs després d'unir-se als nazis el 1946. |                      |                                |                      |                             |                         |
| 36 | 6                    | «All Serious Daring»           | Julie Hébert         | Lolis Eric Elie             | 15 de novembre de 2019  |
| Les 48 hores de Smith al món alternatiu estan gairebé acabades. Abans de marxar, descobreix que Thomas s'ha apuntat als marines i a la Guerra del Vietnam. Smith torna al seu propi món i busca Abendsen per esbrinar quines repercussions tindrien si intervingués al món alternatiu per salvar Thomas. Juliana creu que els monòlegs de propaganda d'Abensen contenen missatges ocults. Ella decideix apropar-se a Helen Smith per demanar-li ajuda per aturar el Reichsmarshall Smith. Toru Kido s'ha establert a una casa d'opi propietat dels yakuza. L'inspector Kido interroga l'almirall Inokuchi, que compleix la seva promesa a la princesa hereva de no revelar la seva participació en les converses de pau encobertes amb el BCR. Posteriorment, demana la seva llibertat. El general Yamori posa la princesa hereva sota arrest domiciliari. Inokuchi és sotmès a un tribunal marcial i declarat culpable d'haver matat el ministre de Comerç Tagomi. Kido observa el procediment en silenci, però intervé just abans que l'Inokuchi sigui afusellat. Arresta el general Yamori per l'assassinat de Tagomi. Bell Mallory comença a planificar noves operacions tàctiques per destruir el "gasoducte carmesí" que subministra petroli al JPS. |                      |                                |                      |                             |                         |
| 37 | 7                    | «No Masters But Ourselves»     | Richard Heus         | Wesley Strick               | 15 de novembre de 2019  |
| El BCR comença a col·locar bombes al llarg del gasoducte carmesí, petroliers i edificis oficials del JPS. L'agent de Smith, Campbell, li diu que la guerra al Vietnam al món alternatiu serà breu a causa de la superioritat marcial i tecnològica dels EUA. Campbell rep l'ordre de controlar Thomas al món alternatiu. La Sra. Himmler ha tornat a la ciutat. Visita Helen i ofereix amenaces més velades. Helen pregunta què pot fer per recuperar la bona voluntat del Reich. Helen apareix posteriorment en un programa de televisió en directe per a mestresses de casa. Exhibeix el seu encant i el seu aspecte és un èxit rotund. Henry Iver fa un petó a Jennifer Smith al parc. Se l'escolta dient-li que el comportament de la dona perfecta de la seva mare és tot un acte. Childan és arrestat pels Kempeitai. Kido vol que proporcioni els noms dels membres de la BCR. Childan revela noms, revelant el seu racisme i els seus sentiments pro-japonesos. Kido el deixa marxar. Els atacs de la BCR causen importants danys a la infraestructura. Bell reivindica la responsabilitat en nom de la BCR i diu que no s'aturaran fins que tinguin la seva pròpia terra. Kido admet a la princesa hereva que no creu que valgui la pena lluitar pel JPS. L'emperador japonès anuncia la retirada de les seves forces del JPS. |                      |                                |                      |                             |                         |
| 38 | 8                    | «Hitler Has Only Got One Ball» | Frederick E.O. Toye  | Jihan Crowther              | 15 de novembre de 2019  |
| Amb la retirada del Japó, John Smith veu una oportunitat per unir la totalitat dels antics EUA sota l'autoritat del Reich. La BCR governarà els Estats del Pacífic de manera independent. Els ciutadans japonesos estan sent evacuats. Inokuchi vol que Kido i el Kempeitai marxin als últims vaixells que surten cap al Japó. Kido envia els seus homes a casa però es queda enrere. Kido és segrestat per vigilants estatunidenc però la BCR impedeix el linxament previst. El tanquen sense voler-lo a l'habitació que va fer servir per matar la germana de Frank Frink i els seus fills. La princesa hereva envia a Childan una carta de trànsit al Japó. Es declara a la seva assistent/núvia Yukiko. Ella accepta. Hoover vol implementar una vigilància universal per prevenir el desenvolupament del nacionalisme estatunidenc. Smith està d'acord. La dona d'Abensen se suïcida. Ell intenta fer el mateix. La Juliana s'acosta a Helen Smith en uns grans magatzems. Ella li diu que Thomas és viu i que Smith sap on és. Smith és convocat a Berlín, acompanyat de Goertzmann. El general Whitcroft li diu a Smith que Hoover està recopilant informació sobre la família de John. Suggereix que Amèrica del Nord intenti alliberar-se de Berlín. Smith rebutja el seu suggeriment. |                      |                                |                      |                             |                         |
| 39 | 9                    | «For Want of a Nail»           | John Fawcett         | Mark Richard i David Scarpa | 15 de novembre de 2019  |
| Els avions del Reich llancen volants de propaganda sobre els estats del Pacífic. A Berlín, Smith es troba amb el general Eichmann, que s'assegura que s'assabenta que no està inclòs en les discussions estratègiques organitzades pel Reichsführer Himmler sobre la invasió dels Estats del Pacífic. La Juliana somia amb un esdeveniment important al portal Nebenwelt. A Childan se li nega el permís per pujar al vaixell cap al Japó i insisteix que Yukiko viatgi sense ell. Helen troba les pel·lícules de Smith de Thomas i ella mateixa al món alternatiu. Es posa en contacte amb la Juliana, que li diu que sabrà quan Smith té previst anar al portal perquè sempre hi viatja amb tren. El cercle íntim de Himmler argumenta que un alemany hauria de liderar la invasió dels Estats del Pacífic i el nou Reich estatunidenc. Himmler qüestiona la veritable lleialtat de Smith. Hoover fa el seu informe sobre la família Smith i revela el seu escepticisme sobre el Reich. En privat, Himmler li diu a Smith que el considerava el fill que mai va tenir. Smith li diu que el menysprea i el mata a les seves cambres. Amb el suport de Goertzmann, mata el cercle íntim i Hoover. Goertzmann esdevé Reichsführer de tots els estats GNR fora d'Amèrica del Nord i Smith esdevé Reichsführer d'un Reich estatunidenc. |                      |                                |                      |                             |                         |
| 40 | 10                   | «Fire from the Gods»           | Daniel Percival      | David Scarpa                | 15 de novembre de 2019  |
| La família de John Smith es desintegra quan Amy i Jennifer, pro i antinazi per igual, són enviades a la Zona Neutral per Helen, qui, descobrint que John té previst continuar els camps d'extermini als Estats del Pacífic, informa a la Resistència de la presència de Smith a un tren fins a la base de Poconos. Al mateix temps, Kido, amb el seu fill amenaçat pels Yakuza, accepta cooperar amb ells a canvi de la seguretat del seu fill. Mentre el Reich americà es prepara per a una invasió, Helen s'enfronta al seu marit a bord del tren cap a la base de Poconos; ell, al seu torn, intenta convèncer Helen d'adoptar el Thomas de l'altra realitat per salvar-lo del reclutament i la mort eventual a la Guerra del Vietnam. Tanmateix, els membres de la resistència bombardegen el tren i Helen és assassinada; Smith s'escapa sol i es mata en presència de Juliana. L'antiga invasió dels Estats del Pacífic és immediatament aturada pel segon al comandament de Smith, el general Whitcroft, just quan les forces del Reich estatunidenc estan a punt de començar la invasió, i Whitcroft llença simbòlicament la seva Ritterkreuz. Quan Juliana arriba de nou a la base de Poconos, els membres de la resistència observen com, per motius desconeguts, milers de persones comencen a sortir d'altres mons pel portal; Abendsen marxa pel portal per una altra vida a un altre lloc. |                      |                                |                      |                             |                         |

## Producció

### Desenvolupament
El 2010, es va anunciar que la BBC coproduiria una adaptació televisiva en quatre parts de The Man in the High Castle per a BBC One juntament amb Headline Pictures, FremantleMedia Enterprises i Scott Free Films. El director Ridley Scott havia d'actuar com a productor executiu de l'adaptació de Howard Brenton. L'11 de febrer de 2013, Variety va informar que Syfy estava produint el llibre com una minisèrie de quatre parts, amb Frank Spotnitz i Scott com a productors executius, coproduït amb Scott Free Productions, Headline Pictures i Electric Shepherd Prods.
L'1 d'octubre de 2014, Amazon Studios va començar a filmar l'episodi pilot d'un potencial drama de televisió que s'emetria al seu servei en streaming Prime. Adaptat per Spotnitz, el projecte va ser produït per a Amazon per Scott, David Zucker i Jordan Sheehan per a Scott Free, Stewart Mackinnon i Christian Baute per a Headline Pictures, Isa Hackett i Kalen Egan per a Electric Shepherd i Spotnitz's Big Light Productions. El pilot va ser llançat per Amazon Studios el 15 de gener de 2015. El procés de producció d'Amazon Studios és una mica diferent dels d'altres canals de televisió convencionals, ja que produeixen episodis pilot d'una sèrie de programes potencials diferents, després els publiquen i recullen dades sobre el seu èxit. Els programes més prometedors es recullen com a sèries habituals. El 18 de febrer de 2015, Amazon va anunciar que The Man in the High Castle era green-lit juntament amb altres quatre sèries, i es produiria una temporada completa.
El pilot, que es va estrenar el gener de 2015, va ser el "més vist d'Amazon des que va començar el programa de desenvolupament de la sèrie original". El mes següent, Amazon va demanar una temporada de deu capítols, que es va publicar al novembre amb crítiques positives. El desembre de 2016 es va estrenar una segona temporada de deu episodis i unes setmanes més tard es va anunciar una tercera. Amazon va anunciar el gener de 2017 que contractaria el nou productor executiu i showrunner Eric Overmyer per a la tercera temporada en substitució de Spotnitz, que havia abandonat el programa durant la segona temporada. La tercera temporada es va estrenar el 5 d'octubre de 2018. El juliol de 2018, es va anunciar a la San Diego Comic-Con que la sèrie s'havia renovat per a una quarta temporada, que es va confirmar al febrer de 2019 que seria l'última de la sèrie. Daniel Percival i David Scarpa van prendre el relleu com a showrunners per a l'última temporada.

### Rodatge
El rodatge principal del pilot va tenir lloc a Seattle, amb la ciutat substituint San Francisco i ubicacions a la ciutat de Nova York. El rodatge també va tenir lloc a Roslyn (Washington), que substituïa Canon City i altres ubicacions de la Zona Neutral. Els llocs utilitzats a Seattle inclouen el Seattle Center Monorail, el Paramount Theatre, una oficina de diaris a l'àrea de Pike Place Market, així com diversos edificis als barris de Capitol Hill, International District i Georgetown. A Roslyn, la producció va utilitzar plans externs del Roslyn Cafe, juntament amb diversos negocis i paisatges locals.
Per a la sèrie, el rodatge va tenir lloc a Vancouver, Colúmbia Britànica. Els llocs de rodatge específics inclouen West Georgia Street al centre de la ciutat, i el passeig marítim de l'edifici Coast Capital Savings l'abril de 2015.Al maig i juny de 2015, el rodatge també va tenir lloc a la Universitat de la Colúmbia Britànica. Les fotografies exteriors del castell de Hohenwerfen a Werfen, Àustria, es van filmar a Setembre de 2015 per al desè episodi de la primera temporada. L'escena interior on Hitler i Rudolph Wegener es troben es va rodar a la planta baixa del Glockenturm Berlin.

## Estrena
El primer i el segon capítols es van projectar en un esdeveniment especial de la Comic-Con. La temporada es va estrenar el 20 de novembre de 2015. La segona temporada es va estrenar el 16 de desembre de 2016. La tercera temporada es va estrenar el 5 d'octubre de 2018. La quarta temporada es va estrenar el 15 de novembre de 2019.

## Recepció
El pilot va ser el "més vist a Amazon des que va començar el programa de desenvolupament de la sèrie original". La primera temporada va rebre elogis de la crítica. Rotten Tomatoes li dóna una puntuació d'aprovació del 95% basada en les ressenyes de 62 crítics, amb una puntuació mitjana de 7,5 sobre 10. El consens crític del lloc afirma: "Pel productor executiu Ridley Scott, The Man in the High Castle és diferent a qualsevol altra cosa a la televisió, amb una trama immediatament captivadora impulsada per personatges desenvolupats ràpidament en una distòpia posterior a la Segona Guerra Mundial." Metacritic dóna a la primera temporada una puntuació de 77 sobre 100, basats en les ressenyes de 30 crítics, indicant "crítiques generalment favorables". Meredith Woerner de io9  va escriure: "Puc dir sincerament que em va encantar aquest pilot. És una empresa impressionant i simplificada d'una novel·la força complicada i molt estimada." Matt Fowler de IGN li va donar 9.2 sobre 10 i va descriure la sèrie com "una experiència fantàstica i aterridora plena de girs inesperats i (alguns de ciència-ficció)". Brian Moylan de The Guardian va ser positiu i va elogiar la representació convincent així com la complexa i apassionant trama. Los Angeles Times va descriure el pilot com "provocador" i "adaptat intel·ligentment per Frank Spotnitz de The X-Files". The Daily Telegraph va dir que era "absorbent", i Wired l'anomenava de "visualització imprescindible". Entertainment Weekly va dir que era "captivant" i "un triomf en la construcció del món", animant, "The Man in the High Castle és el rei." Després de la temporada, Rolling Stone Després de la temporada, Rolling Stone la va incloure en una llista dels 40 millors programes de televisió de ciència-ficció de tots els temps. Posteriorment, Amazon va anunciar que era la sèrie original més emesa del servei i que s'havia renovat per a una segona temporada.
La segona temporada va rebre crítiques diverses. Rotten Tomatoes li dóna una puntuació d'aprovació del 64%, basada en les crítiques de 25 crítics amb una valoració mitjana de 7 sobre 10. El consens crític del lloc afirma: "Tot i que la seva trama és certament difícil de manejar, la segona temporada de The Man in the High Castle amplia la seva fascinant premissa en noves direccions poderoses, reforçades per visuals impressionants, actuacions sòlides i noves possibilitats intrigants." Metacritic va donar a la temporada 2 una puntuació de 62 sobre de 100, basat en resennyes de deu crítics, que indica "crítiques generalment favorables".
La tercera temporada va rebre crítiques positives. Rotten Tomatoes li dóna una puntuació d'aprovació del 86%, basat en les ressenyes de 21 crítics amb una puntuació mitjana de 7,4 sobre 10. El consens crític del lloc afirma: "L'afegit astut d'elements menors de ciència-ficció i un aterridor William Forsythe al La narrativa ja fascinant del programa fa de la tercera temporada de The Man in the High Castle un altre digne afartament." Metacritic dóna a la temporada 3 una puntuació de 70 sobre 100, basada en ressenyes de cinc crítics, indicant "crítiques generalment favorables".
La quarta temporada va rebre crítiques positives. Rotten Tomatoes li dóna una puntuació d'aprovació del 92%, basada en les ressenyes de 13 crítics amb una puntuació mitjana de 7,2 sobre 10. El consens crític del lloc afirma: "The Man in the High Castle troba alguna cosa a prop del tancament, tancant els fils principals per completar el cercle tot d'una manera prou dramàtica."

## Reconeixements
| Any  | Premi                                       | Categoria                                                                                             | Nominat(s) | Resultat  |
| ---- | ------------------------------------------- | --- | --- | --------- |
| 2015 | IGN Awards                                  | Millor sèrie de televisió nova                                                                        | The Man in the High Castle | Nominat   |
| 2015 | South by Southwest Awards                   | Excel·lència en el disseny de títols                                                                  | Patrick Clair | Nominat   |
| 2016 | American Society of Cinematographers Awards | Assoliment destacat en cinematografia en pel·lícula de televisió, minisèrie o pilot                   | James Hawkinson (Episodi: "The New World") | Nominat   |
| 2016 | Creative Arts Emmy Awards                   | Imatge destacada per a una sèrie d'una sola càmera                                                    | James Hawkinson (Episodi: "The New World") | Guanyador |
| 2016 | Creative Arts Emmy Awards                   | Disseny del títol principal destacat                                                                  | Patrick Clair, Paul Kim, Jose Limon, Raoul Marks                                                                                                 | Guanyador |
| 2016 | Creative Arts Emmy Awards                   | Disseny de producció excepcional per a un programa narratiu contemporani o fantàstic (una hora o més) | Drew Boughton, Linda King, Brenda Meyers-Ballard (Episodi: "The New World")                                                                      | Nominat   |
| 2016 | Creative Arts Emmy Awards                   | Efectes visuals especials destacats                                                                   | Lawson Deming, Cory Jamieson, Casi Blume, Nick Chamberlain, David Andrade, Bill Parker, Justin Fox, Danielle Malambri (Episodi: "The New World") | Nominat   |
| 2016 | Critics' Choice Television Awards           | Millor actor secundari en una sèrie dramàtica                                                         | Rufus Sewell | Nominat   |
| 2016 | Festival de Televisió de Montecarlo         | Millor sèrie de televisió dramàtica                                                                   | The Man in the High Castle | Nominat   |
| 2016 | Premis Saturn                               | Millor sèrie de televisió de nous mitjans                                                             | The Man in the High Castle | Nominat   |
| 2016 | USC Scripter Awards                         | Millor guió de televisió                                                                              | Frank Spotnitz i Philip K. Dick | Nominat   |
| 2016 | Visual Effects Society Awards               | Entorn creat excepcional en un episodi, comercial o projecte en temps real                            | Casi Blume, David Andrade, Nick Chamberlain, Lawson Deming                                                                                       | Nominat   |
| 2016 | Visual Effects Society Awards               | Efectes visuals de suport excepcionals en un episodi fotoreal                                         | Lawson Deming, Cory Jamieson, Casi Blume, Nick Chamberlain                                                                                       | Nominat   |
| 2016 | Premis Young Artist                         | Millor actuació en una sèrie de televisió: actor jove recurrent (14-21)                               | Quinn Lord | Nominat   |
| 2017 | Artios Awards                               | Pilot de televisió i primera temporada—Drama                                                          | Denise Chamian, Liz Ludwitzke, Candice Elzinga, Patti Kalles                                                                                     | Nominat   |
| 2017 | Creative Arts Emmy Awards                   | Cinematografia destacada per a una sèrie d'una sola càmera (una hora)                                 | James Hawkinson (Episodi: "Fallout") | Nominat   |
| 2017 | Creative Arts Emmy Awards                   | Assoliment creatiu original destacat en mitjans interactius dins d'un programa amb guió               | "Resistance Radio" | Nominat   |
| 2017 | Creative Arts Emmy Awards                   | Disseny de producció destacat per a un programa de període narratiu (una hora o més)                  | Drew Boughton, Jon Lancaster, Dawn Swiderski (Episodi: "The Tiger's Cave")                                                                       | Nominat   |
| 2017 | Creative Arts Emmy Awards                   | Efectes visuals especials destacats                                                                   | Lawson Deming, Cory Jamieson, Casi Blume, Nick Chamberlain, Justin Fox, Bill Parker, David Andrade, Danielle Malambri (Episodi: "Jahr Null")     | Nominat   |
| 2017 | Costume Designers Guild Awards              | Millor sèrie de televisió de fantasia                                                                 | J.R. Hawbaker | Nominat   |
| 2017 | Premis Leo                                  | Millor interpretació convidada d'un home en una sèrie dramàtica                                       | Kurt Evans | Nominat   |
| 2017 | Premis Leo                                  | Millor actuació secundària d'una dona en una sèrie dramàtica                                          | Chelah Horsdal | Guanyador |
| 2017 | Location Managers Guild Awards              | Ubicacions destacades en una sèrie de televisió d'època                                               | Nicole Chartrand, Robert Murdoch | Nominat   |
| 2017 | Premis Saturn                               | Millor sèrie de televisió de nous mitjans                                                             | The Man in the High Castle | Nominat   |
| 2019 | Location Managers Guild Awards              | Ubicacions destacades en una sèrie de televisió d'època                                               | Nicole Chartrand, Braden Jennings | Nominat   |
| 2019 | Premis Satellite                            | Millor sèrie de gènere                                                                                | The Man in the High Castle | Nominat   |
| 2019 | Visual Effects Society Awards               | Entorn creat excepcional en un episodi, comercial o projecte en temps real                            | Casi Blume, Michael Eng, Ben McDougal, Sean Myers ("Reichsmarschall Ceremony")                                                                   | Nominat   |
| 2019 | Visual Effects Society Awards               | Simulacions d'efectes excepcionals en un episodi, comercial o projecte en temps real                  | Saber Jlassi, Igor Zanic, Chris Parks, Nick Chamberlain ("Statue of Liberty Destruction")                                                        | Nominat   |
| 2020 | Premis Leo                                  | Millor interpretació principal d'una dona en una sèrie dramàtica                                      | Chelah Horsdal | Guanyador |
| 2020 | Visual Effects Society Awards               | Model destacat en un projecte fotoreal o animat                                                       | Casi Blume, Ben McDougal, Chris Kuhn, Neil Taylor ("Rocket Train")                                                                               | Nominat   |

## Polèmica publicitària
Com a part d'una campanya publicitària per al llançament de la primera temporada, un vagó sencer del metro de la ciutat de Nova York es va cobrir amb imatges nazis i japoneses imperials, tal com es veu a la sèrie, incloses diverses banderes dels Estats Units amb el símbol Reichsadler en lloc de les 50 estrelles (un canvi de l'esvàstica utilitzada a la bandera a l'espectacle) i diverses banderes dels estats del Pacífic ficticis.
En resposta a les crítiques dels "legisladors estatals i líders de la ciutat", l'Autoritat de Transport Metropolita (MTA) va emetre un comunicat dient que no hi havia motius per rebutjar els anuncis perquè els estàndards d'anuncis de metro de contingut neutral prohibeixen només la publicitat que és un publicitat política o menyspreu un individu o grup. El portaveu de l'MTA, Kevin Ortiz, va declarar: "L'MTA és una agència governamental i no pot acceptar ni rebutjar anuncis en funció de com ens sentim; hem de seguir els estàndards aprovats pel nostre consell. Tingueu en compte que són anuncis comercials". El portaveu Adam Lisberg va dir: "Aquesta publicitat, tant si la trobeu de mal gust com si no, òbviament no fan publicitat del nazisme; estan anunciant un programa de televisió."
Després de les queixes del governador de l'estat de Nova York Andrew Cuomo i l'alcalde de la ciutat de Nova York Bill de Blasio, els informes inicials van indicar que Amazon va treure l'anunci del metro. Més tard es va anunciar que va ser l'MTA, no Amazon, qui va retirar l'anunci a causa de la pressió de Cuomo.